# کاونده‌پایان
کاونده‌پایان(نام علمی: Orycteropodidae) نام یک تیره از فرورده جفت‌داران است.